# Banc (geografia)

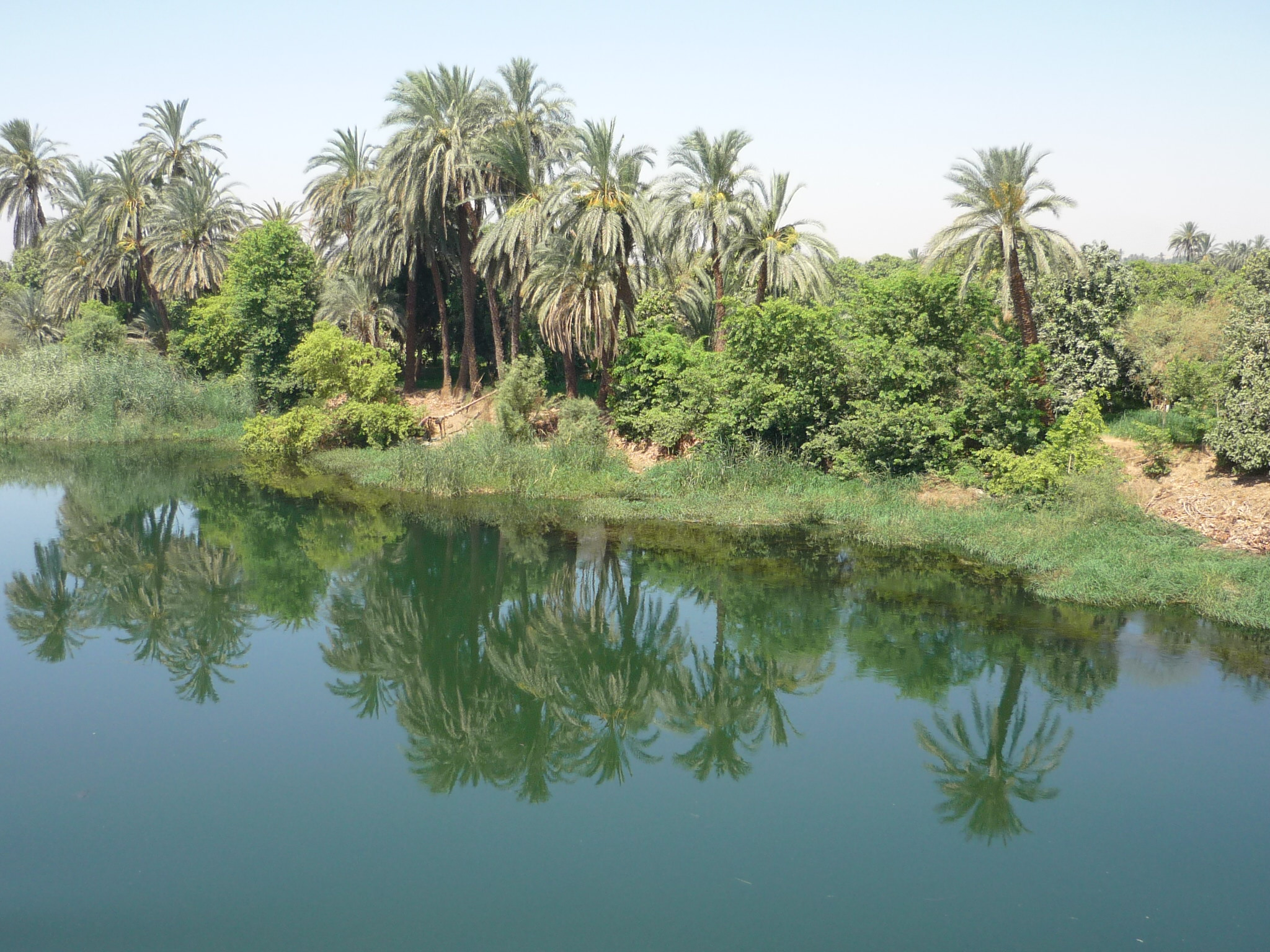
Palmeres als bancs del Nil.

Un banc (geografia, geologia, hidrografia, geomorfologia) és, en general, una massa de roca sedimentària que forma un estrat o capa (banc de sorra; banc d’argila; banc de glaç) (en: bank, bench, berm; fr: banc; es: banco). Amb el terme banc, també s'anomenen diverses estructures formades pels dipòsits, fixes o mòbils, de sediments o altres materials parcialment o totalment submergits sota l'aigua o sota altres roques.

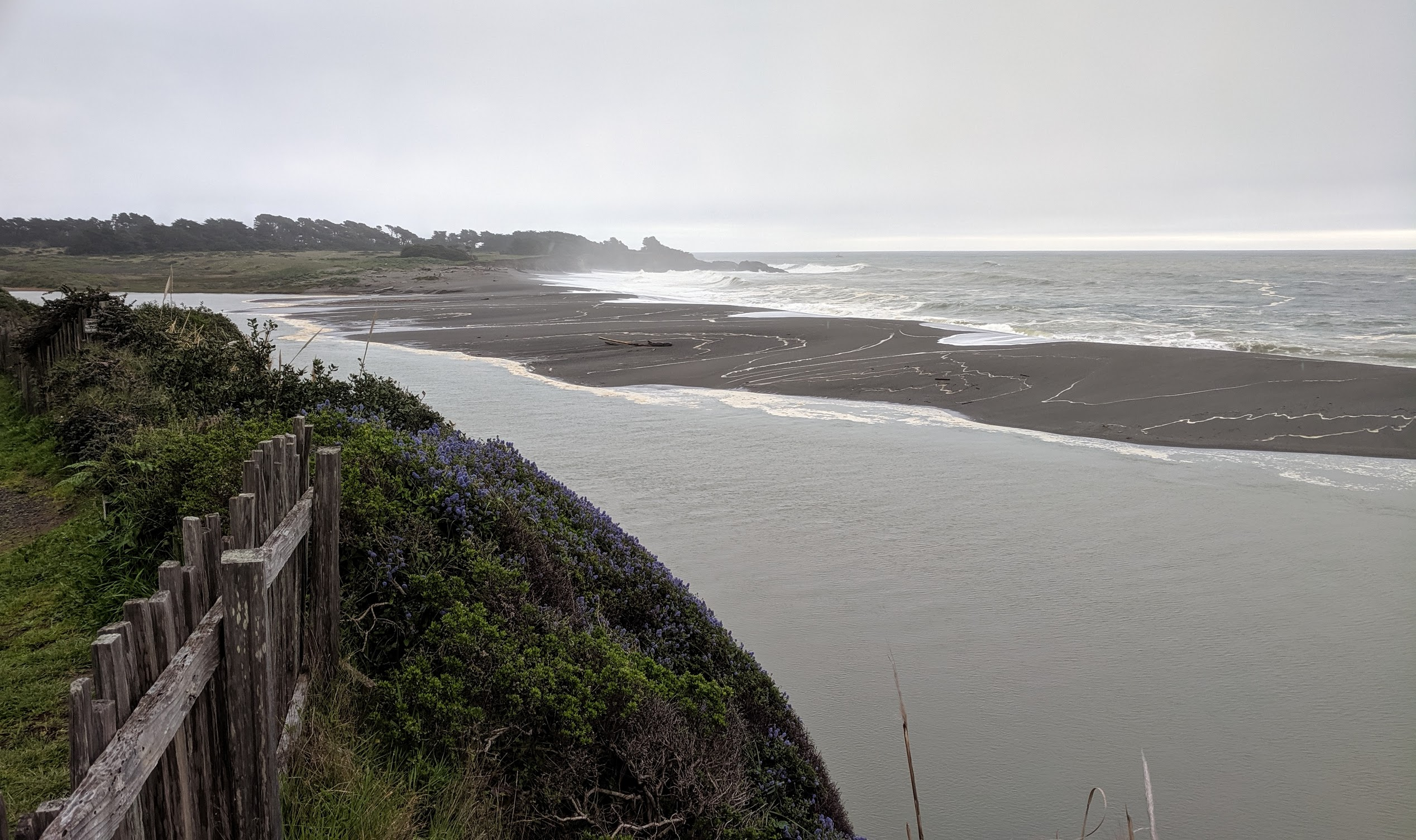
Banc de sorra a la desembocadura del riu Gualala (Oceà Pacífic)

Banc de terra o de sorra (alfac) que es forma al litoral, a la desembocadura d’un riu, i que posteriorment pot donar lloc a un cordó litoral i, a la llarga, a una albufera.
En el fons del mar, d'un riu o d'un llac, formant una llenca més llarga que no pas ampla de sorra, terra o fang, gairebé a flor d'aigua, amb risc de fer-hi encallar les embarcacions. Cresta o barra submarina formada o coberta per sorra o altres materials no consolidats, que puja des del llit d'una massa d'aigua fins a prop de la superfície. Existeixen conjunts de bancs amb morfologies adjacents, com ara canals o basses que són interconnectats per processos sedimentaris i hidrològics passats o recents. (en: shoal; sandbank).
Un banc fluvial és l'acumulació al·luvial sobresortint del llit d’un corrent d’aigua. En geomorfologia també s'anomena banc la terrassa al·luvial estreta i llarga.
Un banc oceànic és l'altiplà marí aïllat de la plataforma continental que sol prendre la forma d'una taula submarina, vorejat per una depressió o gorja profunda que ocupa la part mitjana o externa de la plataforma. Els bancs sublitorals són els bancs de sorra coberts permanentment per aigua marina poc profunda. En una plana submarina, s'anomena banc el cúmul passiu, en part convex, de material organogen no resistent a les onades, i originat per organismes sèssils.

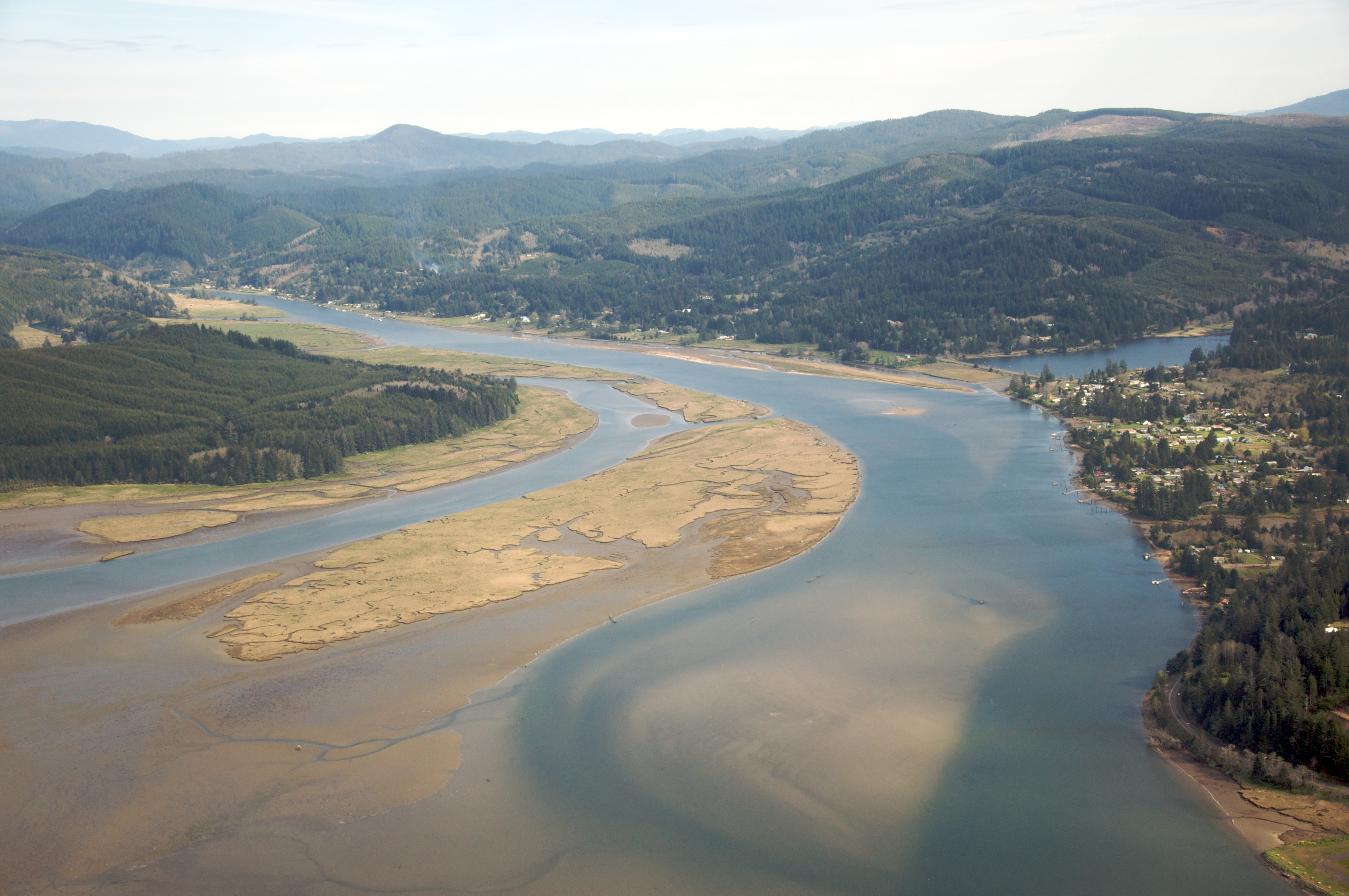
Bancs de sorra i fang al llit del riu Alsea, Oregon (estats Units)

En una pedrera (mineria), s'anomena banc la veta diferenciada d’un mineral determinat (filó, vena). Massís o bloc de mineral que queda entre dos subnivells. Capa de carbó separada d’una altra per un nivell de lutita o, simplement, la part ja excavada pel minador. Massís de mineral d’una mina a cel obert excavat a nivell constant.